# Os Paralamas do Sucesso
Os Paralamas do Sucesso (literalmente en español, Los guardabarros del éxito), popularmente conocidos como Paralamas, es un famoso grupo de pop rock brasileño, compuesto por Herbert Vianna (guitarrista y vocalista), Bi Ribeiro (bajo) y João Barone (batería). La banda tuvo éxito en la década de 1980, en sus comienzos mezclaba rock con reggae, pero con el pasar de los años comenzaron a experimentar y agregar instrumentos y ritmos autóctonos de su país. La banda formó parte del "Cuarteto Sagrado del rock brasileño", juntamente con Barão Vermelho, Titãs y Legião Urbana.
Los Paralamas tienen gran aceptación por el público Argentino, habiendo vendido 260.000 copias en aquel país. Asimismo han logrado reconocimiento en otros países del continemte americano como Estados Unidos,  México, Paraguay, Chile, Uruguay, Venezuela y Colombia.

## Historia

### 1977-1983: Los Comienzos
A pesar de que los Paralamas eran considerados parte de la generación de Brasilia, por tener cierta amistad con las bandas locales, fue formada en Seropédica. Herbert se mudó a en 1977, para entrar en la universidad, y Bi al año siguiente, para terminar la enseñanza media. Los dos decidieron formar una banda, Herbert con su guitarra Fender, y Bi (que nunca había tocado nada) con un bajo traído desde Inglaterra. A ellos dos se uniría después el baterista Vital Días.
El grupo ensayaba en la casa de la abuela de Bi (lo que inspiró la creación del tema Vovó Ondina é Gente Fina) y tocaba en pequeños locales. En 1982, Vital faltó a una presentación en la Universidad Federal Rural de Río de Janeiro y fue sustituido por João Barone, que asumió ese lugar en la banda. Escribieron, teniendo en cuenta a su exbaterista la canción Vital e sua Moto, y mandaron una cinta con esa canción a la Rádio Fluminense. El tema fue muy escuchado durante el verano de 1983 y los Paralamas tuvieron su primera gran presentación, al abrir el programa para Lulu Santos en Circo Voador. Firmaron entonces contrato con EMI, grabando el álbum Cinema Mudo (definido por Herbert como una manipulación por el personal de la grabadora), que tuvo un éxito moderado.

### 1984-1990: Llegada a la Fama
En 1984, lanzaron el disco O Passo do Lui, que tuvo enormes éxitos como Óculos, Meu Erro, Mensagem de Amor, Romance Ideal y la aclamación de la crítica, llevando al grupo inclusive a tocar en la primera edición del festival Rock in Rio de 1985, donde el grupo fue ovacionado por el público.
En 1986 lanzan Selvagem?. El disco se oponía a la manipulación desde su cubierta (donde aparecía el hermano de Bi en el bosque, vestido sólo con una camiseta en torno a la cintura), y mezclaba nuevas influencias, principalmente de la música popular del Brasil. Con hits como Alagados, A Novidade(la primera con participación de Gilberto Gil, y la segunda coescrita por él), Melô do Marinheiro y Você (de Tim Maia), Selvagem? vendió 700.000 copias y llevó a los Paralamas a tocar en el Festival de Montreux (lo que se convertiría en el disco en vivo D).
El disco que siguió a Selvagem? fue Bora Bora (1988), el cual añadió un saxofón a sus canciones y un "cuarto paralama", el teclista João Fera. El disco mezclaba temas alegres como O Beco con otros depresivos como Quase Um Segundo y Uns Días (reflejo tal vez de la separación de Herbert y Paula Toller, vocalista del grupo Kid Abelha).
Big Bang de 1989; seguía manteniendo del mismo estilo, teniendo hits como canciones Perplexo y Lanterna dos Afogados.

### 1991-1994: Etapa en Argentina
A fines de la década de 1980 el éxito de Paralamas en Brasil fue apagándose debido a las pocas ventas de discos, así como también a que la new wave estaba pasando de moda y una nueva corriente de rock más duro dominaba la escena brasileña, por lo que la banda comenzó a experimentar con nuevos sonidos.
El comienzo de la década de 1990 fue dedicado a las experimentaciones, sin importar los riesgos que éstas tuviesen. Os Grãos (1991), disco con enfoque en los teclados y de menor atracción popular, no fue bueno en ventas a pesar de tener dos éxitos desprendidos de él (Track Track -versión de una canción del argentino Fito Páez- y Tendo a Lua). Severino, de 1994, fue todavía más experimental y fue ignorado por las radios y el gran público. Por ese entonces la banda se traslada a Buenos Aires, aprovechando el suceso que generaban en ese país. Allí entablaron amistad con artistas de renombre como Charly García, Fito Páez, Los Pericos y otros, manifestando su pasión por el rock argentino.
Si bien en Argentina realizaron extensas giras, la idea de regrabar sus éxitos en español les abrió las puertas en el resto de Sudamérica, lo que hizo que Paralamas comenzara a ser una revelación, como en Uruguay, Paraguay, Chile, Colombia, Venezuela y México.
En 1991 grabaron Paralamas, una compilación de sus éxitos cantados en español orientado al mercado hispanoamericano, y en 1994 Dos Margaritas, la versión argentina del disco Severino. Las cortes de difusión Dos Margaritas y Coche viejo sonaron fuerte en las radios de esos países y sus videos tuvieron una buena rotación en MTV.

### 1995-2000: Reencuentro con su público
La etapa del disco Severino fue exitosa en países del Cono Sur. Pero era tiempo de retomar el vínculo con su público coterráneo, por lo que uno de los conciertos realizados a fines de 1994 en la ciudad de Sao Paulo se registró para publicar al año siguiente el álbum en vivo Vamo Batê Lata, el cual era acompañado con cuatro canciones inéditas y grabadas en estudio. El apabullante éxito de Uma Brasileira (creación de Herbert con Carlinhos Brown y la participación de Djavan), y el rap de Luís Inácio (300 Picaretas) (que criticaba la política brasileña y de los llamados duendes del presupuesto, basada además en una declaración de Lula da Silva) atrajeron nuevamente la atención del público y de la prensa.
Se comenzó, además, con la producción de videoclips, que se llevarían 11 premios de los Video Music Brasil.
En 1996 el trío publica Nove Luas, un álbum que continúa el sonido pop y experimental de las producciones anteriores, con ritmos que van desde el ska y el reggae hasta el más auténtico samba brasileño. Una particularidad de este álbum es que incluye dos famosos temas de autoría argentina: De música ligera de Soda Stereo y Párate y mira de Los Pericos. Este último -que fue su primer sencillo promocional del álbum en Brasil- fue reversionado casi en su totalidad, ya que la letra, el ritmo y hasta el nombre de la canción son diferentes del tema original (la versión fue bautizado como Lourinha Bombril).
En 1998 editan el álbum Hey Na Na, de donde se deprende el corte de difusión Ela disse adeus y la canción Viernes 3 am (de la autoría de Charly García).
En 1999, MTV Brasil invita a Paralamas para grabar su tan esperado MTV Unplugged (o MTV Acustico), donde le dieron especial énfasis a canciones menos conocidas, con la participación de Dado Villa-Lobos, ex-Legião Urbana, y la cantante brasileña Zizi Possi. El disco, llamado Acústico MTV:Paralamas do Sucesso, vendió 500.000 copias, y ganó además el Grammy Latino.
En 2000, lanzaron una nueva recopilación llamada Arquivo II, que contenía canciones de todos los álbumes entre 1991 y 1998 (excepto Severino), con una regrabación de Uma Mensagem de Amor y Aonde Quer Que Eu Vá, colaboración de Herbert con Paulo Sérgio Valle. Durante esta etapa, el trío decide tomarse un pequeño receso antes de meterse de lleno a trabajar en un nuevo material.
Todo marchaba muy bien para Paralamas. Sin embargo, es en esta etapa donde sucedería algo que le movería drásticamente el suelo a la banda.

### 2001-2009: Una tragedia, pero no el fin

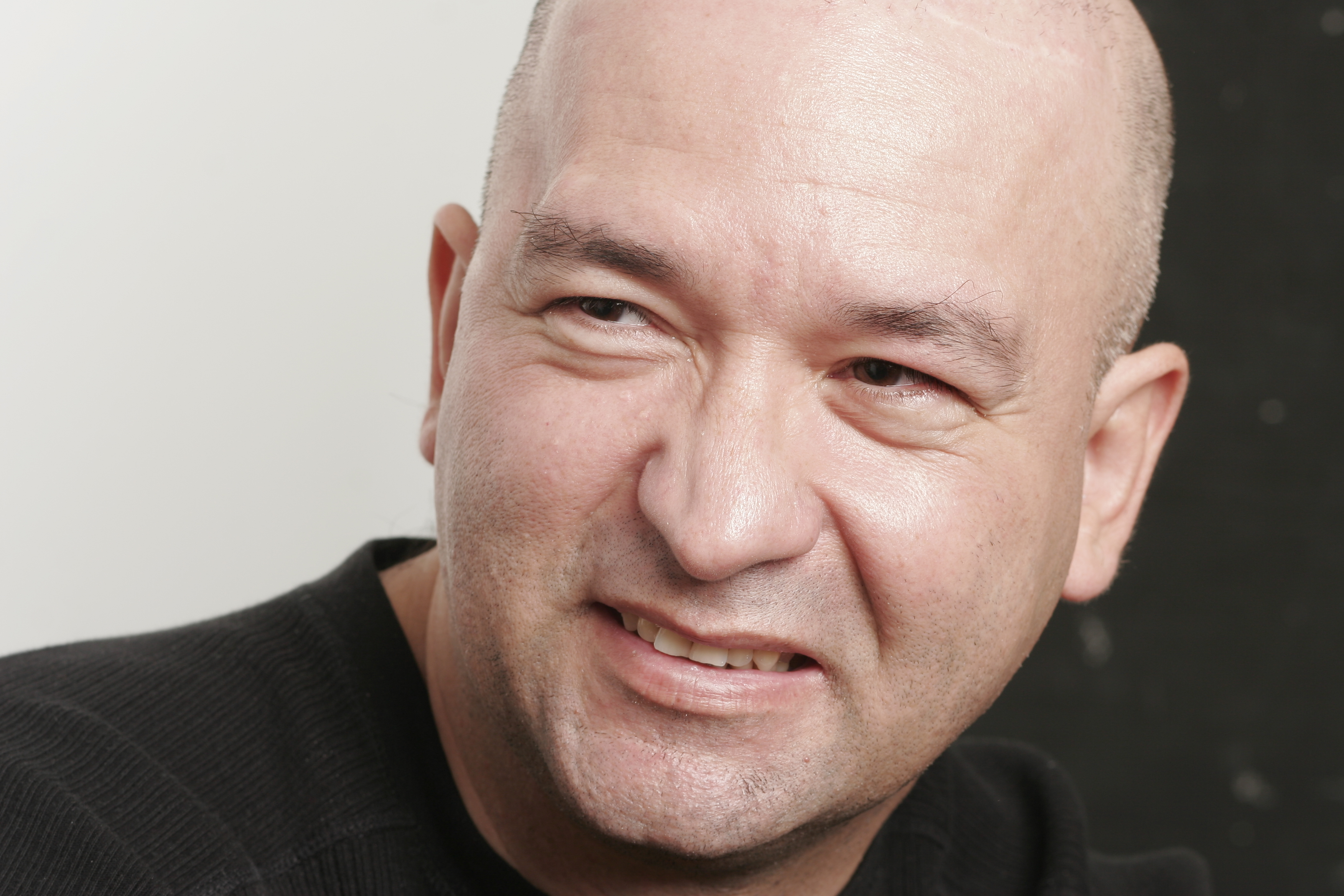
Herbert Vianna, vocalista de Paralamas. En 2001 sufre un accidente de aviación, que lo deja parapléjico. Después de un riguroso tratamiento, el músico retorna a su actividad

El 4 de febrero de 2001, el avión ultraliviano pilotado por Herbert Vianna sufrió un accidente en Angra dos Reis. La mujer de Herbert, Lucy, que estaba a bordo, murió. Herbert alcanzó a ser rescatado y llevado de inmediato a Río de Janeiro. Debido a la gravedad de su estado, sus esperanzas de vida eran escasas. Pero desafiando la lógica, y después de 44 días, Herbert sale del coma y se recupera. No obstante, las consecuencias de lo sucedido serían duras: Herbert quedó parapléjico, y perdió parte de sus facultades mentales, las cuales fue recuperando poco a poco. 
Aun así esto no le impidió seguir tocando. Bi y João decidieron grabar un nuevo disco que estaba siendo preparado antes del accidente: Longo Caminho que fue lanzado en 2002. Herbert Vianna retornó a los escenarios en cuanto tuvo posibilidad de hacerlo, acompañando al grupo con su guitarra y sus vocales y la participación del argentino Fito Páez.
En 2005, los Paralamas lanzan Hoje, el primer disco con canciones creadas completamente después del accidente de 2001, y que tuvo grandes músicos invitados como Manu Chao (que colabora en la canción Soledad Cidadão), el ex Titãs Nando Reis y Andreas Kisser, de Sepultura. Entre sus canciones está De perto (el primer tema que compuso Herbert tras su accidente) y la versión del tema de 1971 Dios lo pague del legendario Chico Buarque. 
En 2008 se estrenó para Vh1 en Iberoamérica el Behind the Music de Os Paralamas do Sucesso.
En 2009, editan su última producción Brasil Afora que logró favorables críticas.

### 2010 - presente
En diciembre de 2012 tocan en el show caritativo de Teletón en Chile, tanto en el Teatro Teletón de Santiago como en el Estadio Nacional. Con una trayectoria que supera las tres décadas, los Paralamas siguen completamente en actividad; ofreciendo multitudinarios conciertos, cosechando sólo elogios, grabando álbumes, y confirmando que son, no sólo una de las agrupaciones más importantes y populares del Rock de Brasil, sino que también un verdadero ejemplo de superación, tanto la banda en general como su vocalista, Herbert Vianna.
El 3 de marzo de 2015, el exbaterista de Paralamas, Vital Dias, murió de cáncer en Río de Janeiro. En su página oficial de Facebook, la banda publicó un mensaje, que decía: "Nuestros pensamientos más elevados para su esposa, hijos y amigos en este momento difícil".

### Grammy Latino
- 2000: Primer puesto en el Annual Latin GRAMMY Award, en la categoría Rock Brasileño, con el disco MTV Unplugged
- 2003: Cuarto puesto en el Annual Latin GRAMMY Award, en la categoría Rock Brasileño, con el disco Longo Caminho

## Miembros

### Miembros Oficiales

#### Actuales
- Herbert Vianna: Voz y Guitarra (1977-presente)
- Bi Ribeiro: Bajo (1977-presente)
- João Barone: Batería (1982-presente)

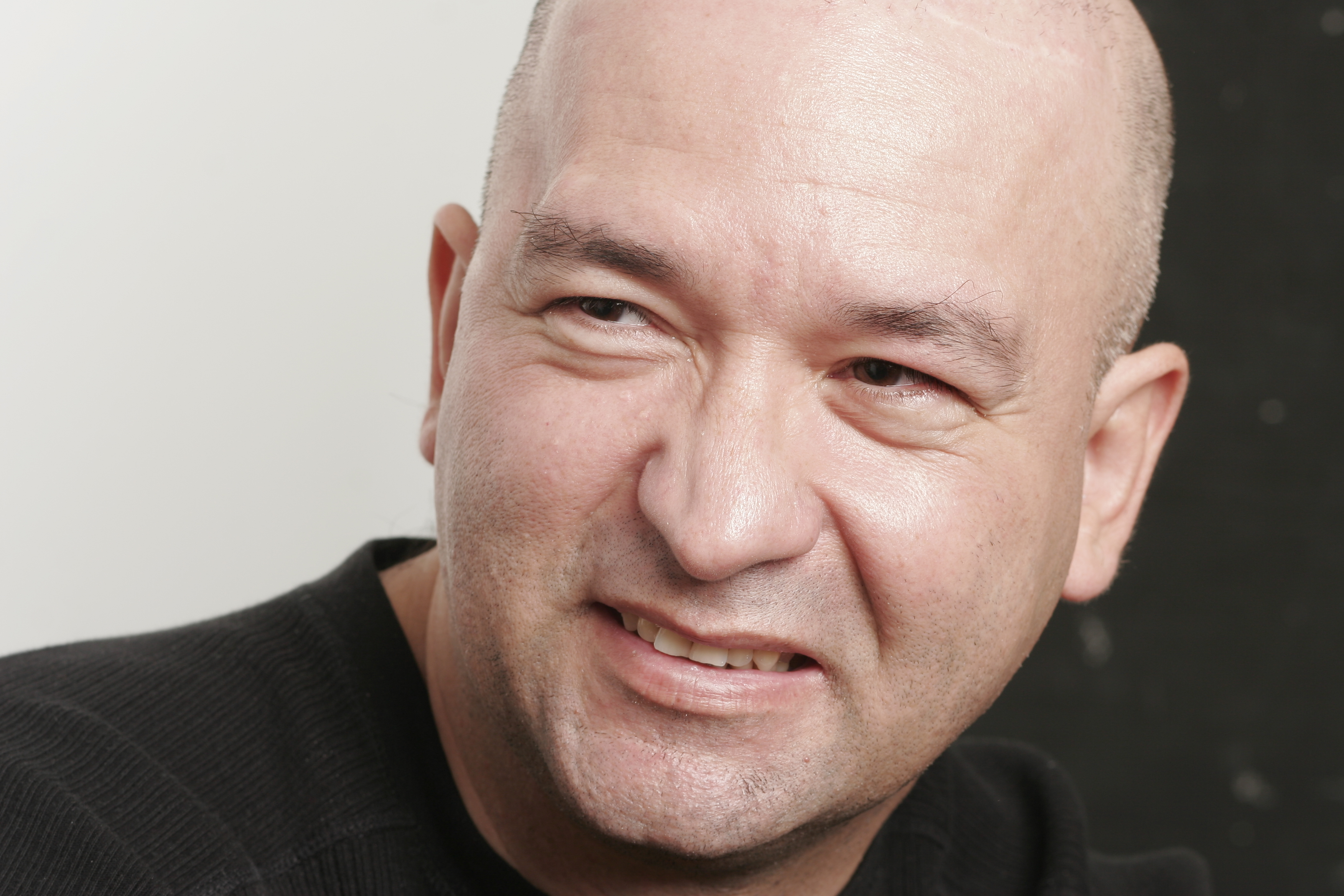
Herbert Vianna Voz y Guitarra
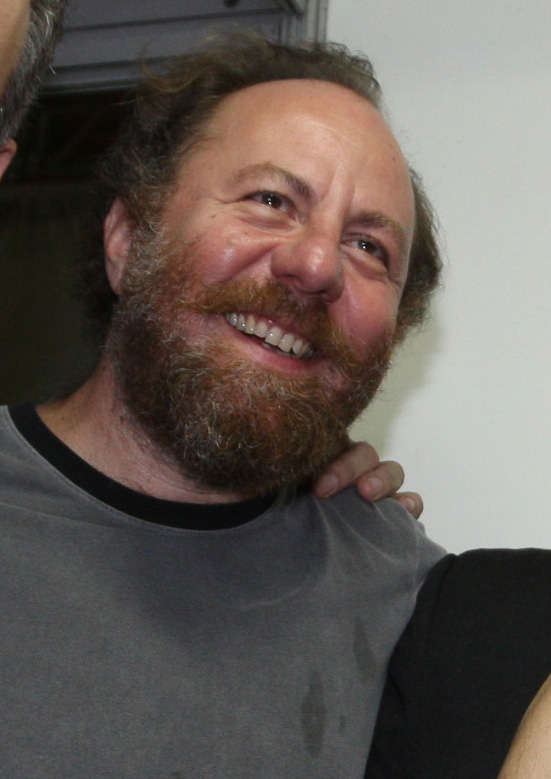
Bi Ribeiro Bajo
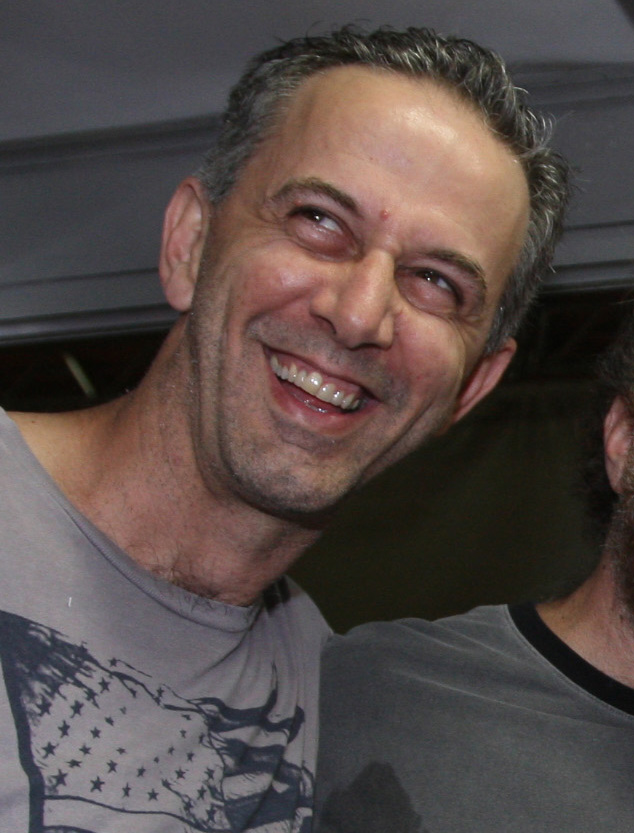
João Barone Batería

#### Anteriores
- Vital Dias: Batería (1978-1982, falleció en 2015)

### Miembros No Oficiales

#### Paralamas n.º4
- Leo Gandelman: saxofón (1983-1986)
- João Fera: teclados (1987-presente) y percusión (1987-1993, 2007-presente)

#### Paralamas n.º5
- George Israel: saxofón (1987-1989)
- Eduardo Lyra: percusión (1993-2007)
- Monteiro Jr.: saxofón (1989-1993, 2007-presente)

#### Paralamas n.º6
- Demétrio Bezerra: trompeta (1988-1993)
- Monteiro Jr.: saxofón (1993-2007)
- Bidu Cordeiro: trombón (2007-presente)

#### Paralamas n.º7
- Mattos Nascimento: trombón (1988-1989)
- Senô Bezerra: trombón (1989-1993)
- Demétrio Bezerra: trompeta (1993-2002)
- Bidu Cordeiro: trombón (2002-2007)

#### Paralamas n.º8
- Senô Bezerra: trombón (1993-1997)
- Bidu Cordeiro: trombón (1997-2002)

### Invitados Permanentes
- Brian May: guitarra (1994)
- Dado Villa-Lobos: guitarra (1999)

## Cronología
El número adicional de "paralama" de los músicos de apoyo se cuentan de arriba abajo, tal como se muestra en la línea de tiempo. También cabe destacar el período en el que toca cada músico.

## Discografía oficial

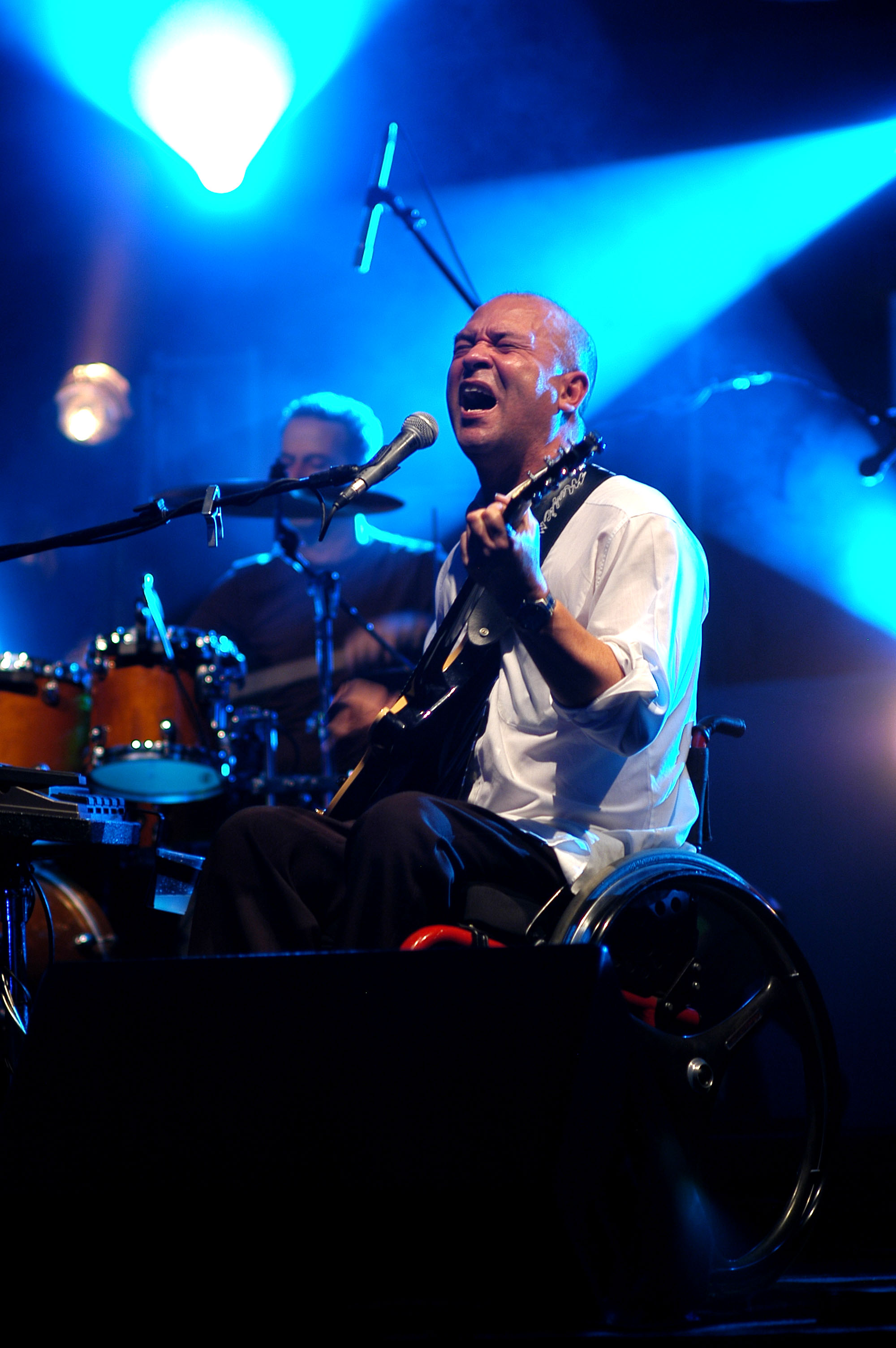
Herbert Vianna en noviembre de 2006.

### Álbumes de estudio
| Año  | Álbum          | Discográfica | Ventas de discos                              |
| ---- | -------------- | ------------ | --------------------------------------------- |
| 1983 | Cinema Mudo    | EMI          | 90.000 copias vendidas                        |
| 1984 | O Passo do Lui | EMI          | 250.000 copias vendidas                       |
| 1986 | Selvagem?      | EMI          | 600.000 copias vendidas                       |
| 1988 | Bora Bora      | EMI          | 200.000 copias vendidas                       |
| 1989 | Big Bang       | EMI          | 210.000 copias vendidas                       |
| 1991 | Os Grãos       | EMI          | 100.000 copias vendidas                       |
| 1994 | Severino       | EMI          | 55.000 copias vendidas                        |
| 1996 | Nove Luas      | EMI          | (1996 - Platino) - 550.000 copias vendidas    |
| 1998 | Hey Na Na      | EMI          | (1998 - 2x Platino) - 250.000 copias vendidas |
| 2002 | Longo Caminho  | EMI          | (2002 - Platino) - 300.000 copias vendidas    |
| 2005 | Hoje           | EMI          | (2005 - Oro) - 80.000 copias vendidas         |
| 2009 | Brasil Afora   | EMI          |                                               |
| 2017 | Sinais do Sim  | Universal    |                                               |

### Álbumes en vivo
| Año  | Álbum                              | Ventas de discos                              |
| ---- | ---------------------------------- | --------------------------------------------- |
| 1987 | D                                  | 170.000 copias vendidas                       |
| 1995 | Vamo Batê Lata                     | (1995 - 3x Platino) - 900.000 copias vendidas |
| 1999 | Acústico MTV                       | (1999 - Platino) - 500.000 copias vendidas    |
| 2000 | Titãs & Paralamas Juntos Ao Vivo   |                                               |
| 2004 | Uns Dias Ao Vivo                   | (2004 - Platino)                              |
| 2007 | Rock in Rio 1985                   |                                               |
| 2008 | Paralamas e Titãs Juntos e Ao Vivo |                                               |

### Recopilatorios
| Año  | Álbum         | Ventas de discos        |
| ---- | ------------- | ----------------------- |
| 1990 | Archivo       | 420.000 copias vendidas |
| 2000 | Archivo II    |                         |
| 2006 | Perfil:Vol I  |                         |
| 2006 | Perfil:Vol II |                         |
| 2010 | Novelas       |                         |
| 2010 | Archivo III   |                         |

### Sencillos
| Año  | Sencillo                | Álbum            |
| ---- | ----------------------- | ---------------- |
| 1984 | Óculos                  | O Passo do Lui   |
| 1984 | "Meu Erro"              | O Passo do Lui   |
| 1984 | "Ska"                   | O Passo do Lui   |
| 1985 | "Me Liga"               | O Passo do Lui   |
| 1986 | Alagados                | Selvagem?        |
| 1986 | "Você"                  | Selvagem?        |
| 1986 | "Melô do Marinheiro"    | Selvagem?        |
| 1988 | "Quase Um Segundo"      | Bora Bora        |
| 1988 | "O Beco"                | Bora-Bora        |
| 1990 | "Lanterna dos Afogados" | Big Bang         |
| 1991 | Track Track             | Os Grãos         |
| 1992 | "Sábado"                | Os Grãos         |
| 1996 | "La Bella Luna"         | Nove Luas        |
| 1996 | "Lourinha Bombril"      | Nove Luas        |
| 2002 | "O Calibre"             | Longo Caminho    |
| 2002 | "Cuide Bem do Seu Amor" | Longo Caminho    |
| 2004 | "Uns Dias" (con Frejat) | Uns Dias Ao Vivo |
| 2009 | "A Lhe Esperar"         | Brasil Afora     |
| 2009 | "Meu Sonho"             | Brasil Afora     |

## Video Music Brasil
- 1995 - "Uma Brasileira" - Elección de la Audiencia, Clip Pop
- 1996 - "Loirinha Bombril" - Clip del Año, Dirección y Edición
- 1997 - "Busca Vida" - Clip del Año
- 1998 - "Ela Disse Adeus" - Clip del Año, Clip Pop, Dirección de Arte y Fotografía.
- 1999 - "Depois da Queda o Coice" - Edición